# ディスタービング・ザ・ピース
『ディスタービング・ザ・ピース』（Disturbing the Peace）は、グラハム・ボネットが率いるヘヴィメタル・バンド、アルカトラスが1985年に発表した2作目のスタジオ・アルバム。キャピトル・レコード移籍第1弾アルバムとしてリリースされた。

## 解説
1984年にイングヴェイ・マルムスティーンが脱退し、後任として元フランク・ザッパ・バンドのスティーヴ・ヴァイが加入。アルバム発表前の1984年10月に行われた日本公演では、本作収録曲「ゴッド・ブレスト・ヴィデオ」「ウィル・ユー・ビー・ホーム・トゥナイト」「ペインテッド・ラヴァー」「サンズ・アンド・ラヴァーズ」「ブレイキング・ザ・ハート・オブ・ザ・シティ」が既に演奏されており、10月10日に行われた新宿厚生年金会館公演の模様は、映像作品『Disturbing the Peace Tour - Live in Japan 1984.10.10』に収録された。グラハム・ボネットは後のインタビューにおいて、本作をアルカトラス時代のお気に入りのアルバムとして挙げており、「我々はレインボーのようなサウンドのバンドだったけど、2作目のレコードはそうではなく、スティーヴ・ヴァイの素晴らしいギター・ワークのおかげで、本当に革新的で曲も優れたものになった」と語っている。
スティーヴ・ヴァイが2001年にリリースを開始した1万セット限定のCDボックス・セット『The Secret Jewel Box』のディスク2には、本作が収録された。
「ゴッド・ブレスト・ヴィデオ」は、2002年発売のコンピュータゲーム『グランド・セフト・オート・バイスシティ』のサウンドトラックで使用された。

## 収録曲
特記なき楽曲はグラハム・ボネットとスティーヴ・ヴァイの共作。8.はインストゥルメンタル。
1. ゴッド・ブレスト・ヴィデオ - "God Blessed Video" – 3:29
2. マーシー - "Mercy" (Graham Bonnet, Steve Vai, Jimmy Waldo, Gary Shea, Jan Uvena) – 4:22
3. ウィル・ユー・ビー・ホーム・トゥナイト - "Will You Be Home Tonight" (G. Bonnet, S. Vai, J. Waldo) – 5:01
4. ワイアー・アンド・ウッド - "Wire and Wood" – 3:26
5. デザート・ダイアモンド - "Desert Diamond" – 4:18
6. ストリッパー - "Stripper" – 3:52
7. ペインテッド・ラヴァー - "Painted Lover" – 3:22
8. ライター・シェイド・オブ・グリーン - "Lighter Shade of Green" (S.Vai) – 0:46
9. サンズ・アンド・ラヴァーズ - "Sons and Lovers" – 3:35
10. スカイファイア - "Skyfire" – 3:53
11. ブレイキング・ザ・ハート・オブ・ザ・シティ - "Breaking the Heart of the City" – 4:58

## 参加ミュージシャン
- グラハム・ボネット - ボーカル
- スティーヴ・ヴァイ - ギター、バッキング・ボーカル
- ジミー・ウォルドー - キーボード、バッキング・ボーカル
- ゲイリー・シェア - ベース
- ヤン・ウヴェナ - ドラムス、パーカッション、バッキング・ボーカル